# روبرت بيلوت
روبرت بيلوت (بالإنجليزية:Robert Bilott) (من مواليد 2 أغسطس 1965) هو محامي بيئي أمريكي من سينسيناتي، أوهايو. اشتهر بيلوت بالدعاوى القضائية المرفوعة ضد شركة دوبونت نيابة عن المدعين الذين أصيبوا بسبب النفايات التي تم إلقاؤها في المجتمعات الريفية في ويست فيرجينيا. قضى بيلوت أكثر من عشرين عامًا في الدعاوى بشأن الإغراق الخطير للمواد الكيميائية، حمض البيرفلوروكتانويك (PFOA) وحمض البيرفلورو أوكتان سلفونيك (PFOS).
كانت الدعاوى التي رفعها بيلوت هي الأساس لمذكرات بعنوان التعرض: المياه المسمومة، وجشع الشركات، ومعركة المحامي التي استمرت عشرين عامًا ضد شركة دوبونت. سلط عليه اهتمامًا إعلاميًا متزايدًا في أواخر عام 2010 وأصبح الاهتمام أكثر وضوحًا من خلال فيلم "المياه المظلمة" عام 2019 والفيلم الوثائقي الشيطان الذي نعرفه الذي وثق معاركه القانونية مع دوبونت. أدى هذا الاهتمام العام إلى عدد من الجوائز، بما في ذلك جائزة رايت ليفيلهوود.

## النشأة
ولد بيلوت في 2 أغسطس 1965في ألباني، نيويورك. عمل والد بيلوت في القوات الجوية الأمريكية، وقضى بيلوت طفولته في العديد من القواعد الجوية. نظرًا لأن العائلة انتقلت كثيرًا، التحق بيلوت بثماني مدارس مختلفة قبل التخرج من مدرسة فيربورن الثانوية في فيربورن، أوهايو. ثم حصل على بكالوريوس الآداب في العلوم السياسية والدراسات الحضرية من كلية فلوريدا الجديدة، ثم حصل على دكتوراه في القانون من كلية موريتز للقانون بجامعة ولاية أوهايو عام 1990.

## العمل
تم قبول بيلوت في نقابة المحامين في عام 1990، وبدأ ممارسته القانونية في تافت ستيتينيوس وهوليستر ال ال بي في سينسيناتي، أوهايو، وأصبح شريكًا في الشركة عام 1998.

### الإجراءات الأولية ضد شركة دوبونت
مثل بيلوت ويلبر تينانت من باركرسبورغ، فيرجينيا الغربية الذي كانت ماشيتهم تحتضر، حيث كانت المزرعة في اتجاه مجرى النهر من مكب النفايات وكانت شركة دوبونت تفرغ مئات الأطنان من حمض البيرفلوروكتانويك. في صيف عام 1999 رفع بيلوت دعوى فيدرالية ضد شركة دوبونت في محكمة مقاطعة الولايات المتحدة للمنطقة الجنوبية من ويست فيرجينيا. رداً على ذلك، اقترحت شركة دوبونت أن تقوم هي ووكالة حماية البيئة الأمريكية بإجراء دراسة عن ممتلكات المزارع، والتي أجراها ثلاثة أطباء بيطريين اختارتهم شركة دوبونت وثلاثة اختارتهم وكالة حماية البيئة. عندما صدر التقرير أُلقى باللوم على عائلة تينانت في موت الماشية مدعيا أن سوء التربية هو السبب: "سوء التغذية، وعدم كفاية الرعاية البيطرية وعدم السيطرة على الذباب".
بعد أن اكتشف بيلوت أن آلاف الأطنان من حمض البيرفلوروكتانويك لشركة دوبونت قد تم إلقاؤها في مكب النفايات بجوار ممتلكات تينانت وأنه كان يلوث إمدادات المياه في المجتمع المحيط. في أغسطس 2001 رفع بيلوت دعوى قضائية جماعية ضد شركة دوبونت نيابة عن ما يقرب من 70.000 شخص في وست فرجينيا وأوهايو بمياه الشرب الملوثة بـحمض البيرفلوروكتانويك، والتي تمت تسويتها في سبتمبر 2004، بقيمة تقدر بأكثر من 300 مليون دولا، بما في ذلك موافقة دوبونت لتركيب محطات الترشيح في مناطق المياه الست المتضررة وعشرات من الآبار الخاصة المتضررة، ومكافأة نقدية قدرها 70 مليون دولار، ومخصصات للمراقبة الطبية المستقبلية ستدفعها شركة دوبونت تصل إلى 235 مليون دولار، إذا أكدت لجنة علمية مستقلة وجود حمض البيرفلوروكتانويك (PFOA) في مياه الشرب والأمراض البشرية.
بعد أن وجدت اللجنة العلمية المستقلة التي تم اختيارها بشكل مشترك من قبل الأطراف أن هناك صلة محتملة بين شرب حمض البيرفلوروكتانويك وسرطان الكلى وسرطان الخصية وأمراض الغدة الدرقية وارتفاع الكوليسترول في الدم وتسمم الحمل، والتهاب القولون التقرحي، بدأ بيلوت في فتح دعاوى قضائية فردية ضد شركة دوبونت نيابة عن المستخدمين المتضررين من إمدادات المياه في أوهايو وفيرجينيا الغربية، والتي بلغ عددها بحلول عام 2015 أكثر من 3500 دعوة، بعد خسارة الثلاثة الأولى مقابل 19.7 مليون دولار، وافقت شركة دوبونت في عام 2017 على تسوية ما تبقى من القضايا المعلقة آنذاك مقابل 671.7 مليون دولار. ثم العشرات من القضايا الإضافية المرفوعة بعد تسوية 2017 تمت تسويتها في عام 2021 مقابل 83 مليون دولار إضافية، وبذلك يصل إجمالي قيمة التسوية في الحساب الشخصي لحالات الإصابة أولئك الذين تعرضوا لـحمض البيرفلوروكتانويك في مياه الشرب الخاصة بهم إلى أكثر من 753 مليون دولار.
الإجراءات اللاحقة
في عام 2018 رفع بيلوت قضية جديدة تسعى إلى إجراء دراسات جديدة واختبار المجموعة الأكبر من حمض البيرفلوروكتانويك نيابة عن فئة وطنية مقترحة لكل شخص في الولايات المتحدة لديه حمض البيرفلوروكتانويك في دمه، وضد العديد من مُصنعي حمض البيرفلوروكتانويك، بما في ذلك ام تري، دوبونت وكيمورز، هذا التقاضي بدأ من مايو 2020، وفي مارس 2022 صادقت المحكمة الفيدرالية التي تشرف على القضية على أن القضية ستمضي قدمًا كإجراء جماعي نيابة عن ملايين الأشخاص المصابة دمائهم بحمض البيرفلوروكتانويك.

## الجوائز والاعتراف
- 2005 - محامي المحاكمة للسنة.[12]
- 2006 - محامي كبير نجم صاعد. تم اختيارها من قبل مجلة سينسيناتي.[12]
- 2008 - 100 محامٍ محاكمةٍ من أوهايو.[12]
- 2008 - المحامي الرائد الحالي المكرم. اسمها من مجلة "سينسي" للقانون البيئي
- 2010 - الحاضر المكرم، قانون البيئة، دعوى قضائية.تم تسميته من قبل أفضل محامين في أمريكا
- 2011 - الحاضر مدعي محلي محاكمة نجوم الشرف.تقدمها المدعي المقرر
- 2014 - جائزة كلارنس دارو.تقديم من قبل مس بار التور
- 2016 - جرافة بطل التكريم المكرم.تقدمها مشروع جرافة أبطال
- 2016 - انضم إلى إدارة مؤسسة اختيارات الجيل التالي (المعروفة باسم "مصلحة السرطان أقل") "لدعم مهمتها في الدفاع عن التعليم والسياسة التي ستساعد على منع السرطان".[13]
- 2017 - الحاضر في العمل الفريقي.[14]
- 2017 - جائزة سبل العيش الصحيحة.تم تقديمها من قبل مؤسسة جائزة العيش الصحيح (1 ديسمبر 2017).[15][16]
- 2017 - MVP لتمكّن من العمل في الفئة. اسمها قانون360
- 2019 - محامي السنة في الدعاوى - البيئة.تم تسميتها من قبل أفضل المحامين.[17]
- 2020 - جائزة الإنجازات الممتدة في الحياة في قانون البيئة من مصلحة العامة ديفيد براور.[18]
- 2020 - جائزة محامي متميز من جمعية محاماة كنتاكي.[19]
- 2020 - جائزة سمكة كبيرة.[20]
- 2020 - جائزة سلامة المستهلكين.تقدمها جمعية "كنتكي للعدالة"[21]
- 2021 - محامي السنة في الدعاوى - البيئة.تم تسميتها من قبل أفضل المحامين.[22]
- 2021 - درجة الدكتوراه الشرفية في القانون من كلية نيو فلوريدا.
- 2022 - محامي السنة في قانون البيئة - سينسيناتي.تم تسميتها من قبل أفضل المحامين.[23]
- 2023 - محامي السنة في الدعاوى - البيئة - سينسيناتي.تم تسميتها من قبل أفضل المحامين.[24]
- 2023 - جائزة صانع تغيير من مجموعة العمل البيئية.[25]
- 2023 - جائزة بطل المجتمع من معهد الصحة المتعددة الثقافات.
- 2024 - جائزة التأثير الإنساني.تقديمها التحالف الوطني للتلوث في نظام الأغذية والزراعة.
- 2025 - محامي السنة في الدعاوى - البيئة - سينسيناتي.تم تسميتها من قبل أفضل المحامين.[26]
- 2025 - جائزة هيلسايد ترست بوب كولمان.[27]

## الحياة الشخصية
في عام 1996 تزوج بيلوت من سارة بارلاج، ولديهم ثلاثة أطفال، تيدي وتشارلي وتوني.